# Африканская цивилизация

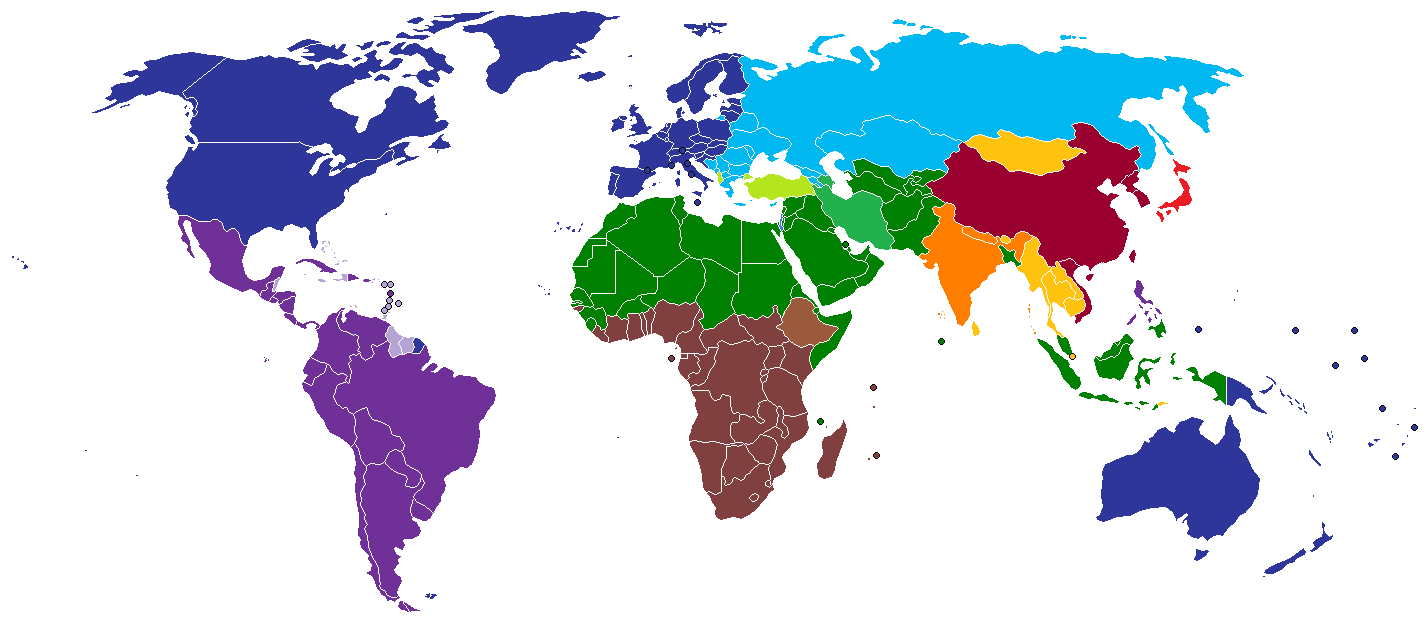
Карта этнокультурного разделения цивилизаций, построенная по концепции Хантингтона: западная культура (тёмно-синий цвет), латиноамериканская культура (фиолетовый цвет), японская культура (ярко-красный цвет), синская культура (тёмно-красный цвет), культура Индии (оранжевый цвет), исламская культура (зелёный цвет), православная культура (бирюзовый цвет), буддийская культура (жёлтый цвет) и африканская культура (коричневый цвет)

Африканская цивилизация — согласно геополитологу Хантингтону, одна из противоборствующих на мировой арене цивилизаций, наряду с Западной, Исламской, Латиноамериканской, Православной, Сино-Китайской, Индуистской, Буддистской и Японской. Включает в себя Африку южнее Сахары, кроме ЮАР, которую часто относят к Западной цивилизации. Религией Африканской цивилизации является либо «привезённое» европейскими колонизаторами христианство (чаще католическое или протестантское, но также иногда и православное: см. Александрийская православная церковь), либо местные традиционные верования: шаманизм, анимизм, язычество. В Северной Африке (Магриб) преобладает Исламская цивилизация.

## История
Первой страной африканской цивилизации был Древний Египет. Затем возникают такие государства, как Нубия, Сонгай, Гао, Мали, Большой Зимбабве. Последними, уже в XVIII веке, возникли Зулуленд и Матабелеленд. Все эти африканские государства вначале были ослаблены в результате междоусобиц, а затем захвачены иноземцами (Древний Египет был завоёван Римской Империей, государство зулусов — Британской). К 1890 году, 90 % территорий Африки контролировали европейские колониальные империи, часто вступавшие в конфликты в том числе из-за колоний на этом континенте (см. Драка за Африку), и было всего два независимых государства — Либерия и Эфиопия. Но уже в 1910 году автономию в составе Британского Содружества получил ЮАР, в 1922 Египет, в 1941 британцы изгнали из Эфиопии войска фашистской Италии. Однако масштабная деколонизация началась только после окончания Второй Мировой войны. На данный момент почти все страны являются формально независимыми от своих бывших метрополий; однако на практике, всё ещё сильно зависят от них экономически, так как большинство из них очень бедны (Африка — самый бедный континент в мире, наиболее развитыми странами являются Египет, ЮАР и Нигерия. На данный момент, перспективы развития африканских стран очень туманны. Специалисты утверждают, что население продолжает увеличиваться за счёт традиционно высокой рождаемости, а экономика очень слаба и будет не в состоянии прокормить такое большое население. Такое человечеству предсказывал Мальтус.